# Хуст
Хуст (укр. Хуст, мађ. Huszt, чеш. Chust) град је Украјини у Закарпатској области и административни центар је хустског рејона. Кроз град иде река Хустица. Према процени из 2012. у граду је живело 28.537 становника. Град је трећи по броју становника у Закарпатској области, после Ужгорода и Мукачева.
Град је био престоница краткотрајне Карпатске Украјине (1939)

## Историја
Насеље је изградио угарски краљ Ладислав I Свети (династија Арпадовићи) за одбрану против Кумана. Уништен је за време Монгола (око 1240. године) и обњовљено 1318. Угарски краљКарло Роберт подели градске привилиегије 1329. године (Хуст и Тјачево). У граду је затворен и бунтовник Михаљ Силађи, којег је затворио угарски краљ Матија Корвин. 1514. за време сељачке побуне Ђерђа Доже тврђава је била опустошена. 1526. Хуст постане део Трансилваније.
Након мохачке битке и пропадом мађарске краљевине у игру ступе Хабзбурзи. Град 1546. заузме Фердинанд I, цар Светог римског царства. До Хуста 1594. продру чак и Кримски Татари, који су заузели град али не и тврђаву. Против аустријске династије се борио Ђерђ I Ракоци (Мађар), који је опсадао град 1644. Поновно је под опсадом Пољака 1657. и 1661-1662. од стране Турака са Кримским Татарима. У градској тврђави је 13. маја 1667. умро трансилвански принц Ференц Риди.
У поновном устанку Мађара против Хабзбурга Куруци (устаници) заузму град и тврђаву 17. августа 1703, када је овде прокламована независност Трансилваније. Хустска трвђава је била последње упориште након гушења побуне, заузето од Хабзбурга 1711. (Ракоцијева буна је трајала од 1703 до 1711). Тврђаву је погодила стрела и спалила 3. јула 1766. А торањ још једном у 1798.
За време мађаризације 1882. град је назван мађ. Csebreny. До краја Првог светског рата Хуст је био под мађарским делом Аустро-угарске и био је центар жупаније која је обухватала целокупну област Мармарош. 1919. град заузме Румунија, до споразум у Сен Жермену (1919), када читаву област анектира Чехословачка. Унутар нове државе област добија аутономију, под називом: Поткарпатска Русија (већина становника су били Русини). Пре Другог светског рата спроведен је и Минхенски споразум (1938), окупација Чехословачке од стране Трећег рајха. То искористе 15. марта 1939, када настане краткотраља, независна Карпатска Украјина. 16. марта почиње инвазија Мађара, тада Хуст постане део Хортијеве Мађарске.
Град ослободи Црвена армија 24. октобра 1944. Након рата Совјети депортирају Мађаре и Немаце. Закарпатска област постаје 1945. део Совјетског Савеза. Распадом Совјетског Савеза 1991. град постаје део Украјине.

## Географија
Хуст лежи на надморској висини 164 м. Лежи између панонске низије и планине Карпата. Лежи на сливу реке Рика у Тису.

### Клима
Хуст има морску климу (Кепенова класификација климата: Cfb).
| Клима Хуст                 | Клима Хуст | Клима Хуст  | Клима Хуст | Клима Хуст  | Клима Хуст  | Клима Хуст  | Клима Хуст  | Клима Хуст  | Клима Хуст  | Клима Хуст  | Клима Хуст | Клима Хуст  | Клима Хуст  |
| Показатељ \ Месец          | .Јан.      | .Феб.       | .Мар.      | .Апр.       | .Мај.       | .Јун.       | .Јул.       | .Авг.       | .Сеп.       | .Окт.       | .Нов.      | .Дец.       | .Год.       |
| -------------------------- | ---------- | ----------- | ---------- | ----------- | ----------- | ----------- | ----------- | ----------- | ----------- | ----------- | ---------- | ----------- | ----------- |
| Просек, °C (°F)            | −2,8 (27)  | −0,6 (30,9) | 4,4 (39,9) | 10,2 (50,4) | 15,1 (59,2) | 18,0 (64,4) | 19,6 (67,3) | 19,2 (66,6) | 15,3 (59,5) | 10,1 (50,2) | 4,3 (39,7) | −0,1 (31,8) | 9,4 (48,9)  |
| Количина падавина, mm (in) | 47 (1,85)  | 41 (1,61)   | 41 (1,61)  | 50 (1,97)   | 74 (2,91)   | 93 (3,66)   | 80 (3,15)   | 72 (2,83)   | 48 (1,89)   | 45 (1,77)   | 52 (2,05)  | 62 (2,44)   | 705 (27,74) |
| Извор: Climate-Data.org    |            |             |            |             |             |             |             |             |             |             |            |             |             |

## Становништво
Према попису из 1910. популација града је била 10.292 становника. Од чега 5230 Русина, 3505 Мађара и 1535 Немаца.
Према процени из 2012. живело 28.537 становника.
| 1979.  | 1989.  | 2001.  | 2012.  |
| ------ | ------ | ------ | ------ |
| 27.522 | 31.287 | 29.080 | 28.537 |

## Галерија
- Калвинистичка црква-тврђава (бивша Елизабетина тврђава из 13. века)
- Католичка црква
- Православна црква (Московска патријаршија)